# Fàbrica de riu
Una fàbrica de riu és un establiment industrial que utilitza l'energia hidràulica que extreu del corrent d'un riu proper per al funcionament de la maquinària fabril. En sentit genèric, aquesta designació s'utilitza per referir-se a qualsevol indústria que tingui la força motriu de l'aigua d'un riu com a font d'energia principal, habitualment mitjançant una resclosa i un canal que condueix l'aigua cap a una turbina. En sentit estricte, però, s'utilitza el terme fàbrica de riu en contraposició a colònia industrial, per designar aquelles organitzacions formades pels edificis industrials sense habitatges per als obrers (o bé que, tot i haver construït uns pocs habitatges, no inclou ni serveis ni infraestructures que permetin constituir un nucli de població autocentrat). A Catalunya les fàbriques de riu van començar a aparèixer a la primera meitat del segle xix, tot i que va ser a la segona meitat del segle quan aquest tipus d'indústria va arribar al seu auge. Les fàbriques de riu a Catalunya eren, molt majoritàriament, dedicades a la indústria tèxtil, de la mateixa manera que les colònies industrials.

## Origen
L'aprofitament de l'energia hidràulica que proporciona el corrent d'un riu per al funcionament d'una fàbrica és un fet que caracteritza la segona industrialització a Catalunya, a la segona meitat del segle xix, tot i que des dels inicis d'aquell segle ja s'estava aprofitant l'energia del riu per fer funcionar màquines. Els recursos miners del país eren insuficients per a la creixent demanda de carbó per a la indústria i de menor qualitat (mines de carbó de lignit), i el carbó d'hulla d'importació encaria la producció. En canvi, l'energia que proporcionen els rius, un cop tramitada la concessió d'utilització d'aigües i construïdes les infraestructures, suposava un cost inapreciable. Les característiques dels rius catalans també afavorien aquest aprofitament, sobretot en el seu curs mitjà, ja que tot i ser de poc cabal, presenten un desnivell considerable en la seva curta trajectòria. El principal inconvenient era la variabilitat del seu cabal, amb períodes de sequera (sobretot a l'estiu) i la possibilitat de riuades que podien inundar i malmetre la maquinària. Els rius on s'instal·laren fàbriques de riu pròpiament dites, com també colònies industrials, són el Ter i el Llobregat i els seus principals afluents, especialment el Cardener.
De la mateixa manera que les colònies, la fàbrica de riu solia tenir l'origen en una d'aquestes tres situacions: 1) un antic molí (que ja disposava de resclosa i canal) que s'aprofitava per fer funcionar al seu interior màquines de filar i/o teixir, o bé s'hi construïa un edifici nou aprofitant la infraestructura hidràulica existent; 2) un propietari rural que es procurava uns beneficis construint una fàbrica al riu que passava per la seva finca (ja sigui per llogar-la o per convertir-se en fabricant); 3) fabricants que, partint de tallers o establiments petits, buscaven ampliar els seus horitzons amb una fàbrica més gran.
És remarcable, també, que la iniciativa de construir una fàbrica de riu, al llarg del segle xix, no solia ser d'un industrial individualment, sinó que molt sovint s'unien diferents emprenedors per aixecar una infraestructura industrial. En alguns casos (especialment a principis del segle xix) podien ser diferents petits fabricants que, un cop construïda la fàbrica compartien l'equipament per a les seves respectives empreses, fent un ús alternatiu de la infraestructura per torns (o bé simultani però parcel·lat). En altres casos, dos, tres o més emprenedors formaven una societat, en la qual s'unien, per exemple, el propietari del terreny, sense experiència industrial, i l'empresari experimentat, que ja tenia una o diverses petites fàbriques.

## Estructura hidràulica
Els elements comuns que caracteritzen totes les fàbriques de riu són l'existència d'una resclosa i un canal. La resclosa, perpendicular al curs del riu o lleugerament corbada, permet guanyar alçada d'aigua i alhora desviar la major part del cabal cap al canal. Aquest condueix l'aigua fins al punt on el desnivell permet aprofitar l'energia cinètica de l'aigua i aquesta és retornada al riu. A principis del segle xix això es feia amb les rodes de calaixos, algunes aprofitades dels molins ubicats en aquell lloc amb anterioritat. Els avenços tècnics van permetre substituir les velles rodes de fusta per modernes turbines, i els arbres de transmissió de fusta es van canviar per gruixuts i valents arbres drets, estructures de ferro calibrat que s'enfilaven pel cor de la fàbrica i que, mitjançant un complex sistema de politges, corretges i embarrats, transmetien la força a les màquines. A partir de principis del segle xx es va començar a aplicar un alternador a la turbina, per tal de generar electricitat, més fàcilment transportable fins a les màquines, que funcionarien ràpidament amb aquest tipus d'energia.
En tancar moltes d'aquestes fàbriques, la infraestructura ha continuat activa produint electricitat per vendre a les empreses distribuïdores.

## Fàbriques de riu que no es consideren colònies
La proliferació d'infraestructures industrials al costat dels rius per aprofitar-ne l'energia hidràulica va canviar substancialment el paisatge urbanístic i demogràfic a les darreries del segle xix a les conques dels rius Ter i Llobregat, sobretot. En uns casos, la creació d'una indústria va donar lloc a la formació del que es va designar com a colònia industrial, i en altres, en canvi, es coneixia com a fàbrica de riu. Per tal que es pugui considerar una "colònia industrial" s'ha de donar la conjunció dels tres elements imprescindibles: edificis industrials, habitatges i serveis per als treballadors, i edificis simbòlics (església, torre de l'amo). Els motius pels quals una fàbrica de riu no va acabar desenvolupant una colònia podien ser, bàsicament, perquè no hi havia necessitat de generar habitatges per als treballadors, ja sigui pel fet que es tractava d'una fàbrica integrada dins un nucli urbà, o bé perquè, malgrat que disposés d'alguns habitatges (sovint només per a vigilants i directius) no s'oferien serveis per als treballadors (botiga, escola...), a causa de la proximitat relativa a una població. També hi ha alguns casos en què el propietari de la infraestructura la destinava a lloguer per a altres industrials i no estava interessat a invertir en habitatges o serveis per als treballadors.

## Llista de fàbriques de riu
La llista següent, que no és exhaustiva, correspon a les fàbriques de riu que no es consideren colònies industrials. Cal remarcar que la majoria d'aquestes indústries han deixat d'existir. En alguns casos l'edifici presenta un estat ruïnós o fins i tot han estat ja enderrocats, i en altres casos l'edifici està ocupat (parcialment) per altres indústries diferents de la que el van fer néixer o bé ha estat reutilitzat per altres finalitats, tals com centres culturals o biblioteques.
| Núm. ordre | Nom                                | Riu       | Municipi                     | Comentari | Coordenades                                                |
| ---------- | ---------------------------------- | --------- | ---------------------------- | --- | ---------------------------------------------------------- |
| 1          | Fàbrica de Cal Costa               | Llobregat | La Pobla de Lillet           | (WD: Q108527429) | 42° 14′ 38″ N, 1° 58′ 18″ E / 42.243917°N,1.971716°E       |
| 2          | Fàbrica de Ca l'Artigas            | Llobregat | La Pobla de Lillet           | Antic molí convertit en fàbrica el 1878-79. Els Jardins Artigas annexos a la fàbrica foren dissenyats per Antoni Gaudí.                 | 42° 15′ 04″ N, 1° 58′ 30″ E / 42.251198°N,1.975083°E       |
| 3          | Fàbrica de Cal Pujol               | Llobregat | La Pobla de Lillet           | |                                                            |
| 4          | Cal Forcada                        | Llobregat | Navàs                        | 1897. Va originar el creixement i la consolidació del nucli de Navàs com a poble.                                                       | 41° 54′ 00″ N, 1° 53′ 07″ E / 41.899961°N,1.885404°E       |
| 5          | Xibèria                            | Llobregat | Sallent                      | Propietat dels Iglesias, propietaris també de la fàbrica de guix (Cal Sellarès)                                                         |                                                            |
| 6          | Fàbrica del Malpàs                 | Llobregat | Sallent                      | 1852. Tancada des de 1979. | 41° 49′ 47″ N, 1° 52′ 58″ E / 41.829737°N,1.882833°E       |
| 7          | Fàbrica Sitges (Sallent)           | Llobregat | Sallent                      | A 300 m del Pont de Cabrianes. En el moment de màxima esplendor va construir pisos per als treballadors, amb hostal, escola i església. | 41° 46′ 32″ N, 1° 54′ 12″ E / 41.775517°N,1.903373°E       |
| 8          | Cal Torres (Sallent)               | Llobregat | Sallent                      | Altres noms: Fàbrica Torres (o Torres Amat). Actualment seu de la Biblioteca Municipal.                                                 | 41° 49′ 28″ N, 1° 53′ 39″ E / 41.82439°N,1.894167°E        |
| 9          | Fàbrica Sala (Sallent)             | Llobregat | Sallent                      | 1903 | 41° 49′ 20″ N, 1° 53′ 50″ E / 41.822098°N,1.897271°E       |
| 10         | Fàbrica de Guix (Sallent)          | Llobregat | Sallent                      | No és una fàbrica tèxtil, sinó de guix                                                                                                  | 41° 48′ 56″ N, 1° 54′ 10″ E / 41.815556°N,1.902778°E       |
| 11         | Fàbrica de Cal Ramon               | Llobregat | Sallent                      | Antiga farga d'aram, convertida en fàbrica el 1818. Partida en dos el 1828: Cal Ramon i Cal Rei.                                        | 41° 49′ 26″ N, 1° 53′ 33″ E / 41.823804°N,1.89243°E        |
| 12         | Fàbrica de Cal Carrera             | Llobregat | Sallent                      | |                                                            |
| 13         | Fàbrica Vella                      | Llobregat | Sallent                      | Resclosa amb activitat tèxtil des de 1806. Construcció de la fàbrica 1842. Tancament el 1970. Actualment l'edifici està enderrocat.     | 41° 49′ 36″ N, 1° 53′ 30″ E / 41.826679°N,1.891722°E       |
| 14         | Fàbrica de les Culleres            | Llobregat | Sallent                      | Enderrocada el setembre de 2001. Només se'n conserva la xemeneia hexagogonal.                                                           | 41° 49′ 26″ N, 1° 53′ 39″ E / 41.823764°N,1.894172°E       |
| 15         | Fàbrica del Riu                    | Llobregat | Navarcles                    | 1819 | 41° 44′ 55″ N, 1° 53′ 51″ E / 41.74861°N,1.89750°E         |
| 16         | Fàbrica de Sant Jaume              | Llobregat | Castellgalí                  | Finals del segle xix. Tanca el 1971 després d'una riuada. Edifici en runes.                                                             | 41° 41′ 9.93″ N, 1° 51′ 9.51″ E / 41.6860917°N,1.8526417°E |
| 17         | La Gafa                            | Cardener  | La Coma i la Pedra           | Antiga farga transformada en fàbrica tèxtil, la primera de la província de Lleida, i posteriorment central hidroelèctrica.              | 42° 09′ 50″ N, 1° 35′ 43″ E / 42.163889°N,1.595278°E       |
| 18         | El Calvet                          | Cardener  | Cardona                      | 1884. Antic molí paperer transformat en fàbrica per Comte i Viladomat, propietaris de La Costa                                          |                                                            |
| 19         | La Costa                           | Cardener  | Cardona                      | 1816. Antic molí. El 1876 passa a Comte i Viladomat                                                                                     |                                                            |
| 20         | La Plantada                        | Cardener  | Cardona                      | 1878. Construïda i explotada per la família Gallifa de Manresa.                                                                         |                                                            |
| 21         | L'Aranyó                           | Cardener  | Cardona                      | Dècada 1840 |                                                            |
| 22         | Fàbrica de la Ribera               | Cardener  | Coaner - Sant Mateu de Bages | |                                                            |
| 23         | Fàbrica de Cal Jover               | Cardener  | Súria                        | 1875. Construït per un industrial d'Igualada.                                                                                           |                                                            |
| 24         | Fàbrica Vella                      | Cardener  | Súria                        | 1806. Antic molí paperer. S'hi instal·len les primeres Mule de Catalunya.                                                               |                                                            |
| 25         | L'Abadal o Fàbrica Abadal          | Cardener  | Súria                        | 1899. Antic molí fariner. |                                                            |
| 26         | fàbrica Giró                       | Cardener  | Súria                        | Origen del barri del Fusteret. 1873 |                                                            |
| 27         | Molí del Guix                      | Cardener  | Callús                       | 1877. Durant un temps curt es dedicà al tèxtil. També fou molí fariner, olier i guixer.                                                 |                                                            |
| 28         | Fàbrica de Cal Cavaller            | Cardener  | Callús                       | Tot i que hi ha un grup de cases conegut com a Colònia de cal Cavaller, els habitatges són independents de la fàbrica.                  |                                                            |
| 29         | Fàbrica Nova                       | Cardener  | Callús                       | 1895. Construïda pel propietari del mas per arrendar-la a fabricants. Dins el nucli urbà                                                |                                                            |
| 30         | El Paperer                         | Cardener  | Callús                       | 1874. Antic molí, convertit en molí paperer, no va ser mai fàbrica tèxtil.                                                              |                                                            |
| 31         | El Molinet                         | Cardener  | Sant Joan de Vilatorrada     | 1899. Molí fariner d'un propietari rural, que l'arrenda a industrials que el transformen en fàbrica tèxtil.                             |                                                            |
| 32         | Fàbrica de Can Canals              | Cardener  | Sant Joan de Vilatorrada     | |                                                            |
| 33         | Fàbrica Borràs                     | Cardener  | Sant Joan de Vilatorrada     | 1853. Compartien resclosa i canal les tres fàbriques: Borràs, Burés i Gallifa.                                                          | 41° 44′ 42″ N, 1° 48′ 30″ E / 41.745°N,1.808333°E          |
| 34         | Fàbrica Burés o Fàbrica del mig    | Cardener  | Sant Joan de Vilatorrada     | 1853 | 41° 44′ 40″ N, 1° 48′ 29″ E / 41.744444°N,1.808056°E       |
| 35         | Fàbrica de Cal Gallifa             | Cardener  | Sant Joan de Vilatorrada     | 1853. Actual equipament cultural. Inici obra 1845, inici funcionament 1855 (Font: GEC)                                                  | 41° 44′ 38″ N, 1° 48′ 26″ E / 41.743889°N,1.807222°E       |
| 36         | Fàbrica de Barrets                 | Cardener  | Manresa                      | 1891. Aprofità l'antiga roda del Calderer que servia per regar. Fabricaven barrets.                                                     |                                                            |
| 37         | Fàbrica dels Panyos                | Cardener  | Manresa                      | 1820. |                                                            |
| 38         | Fàbrica del Pont de Fusta (I i II) | Cardener  | Manresa                      | 1804. El 1817 es divideix en dues fàbriques, que funcionen amb una mateixa resclosa.                                                    |                                                            |
| 39         | Fàbrica Cots                       | Cardener  | Manresa                      | 1804. Aprofitava la roda d'un molí. |                                                            |
| 40         | Fàbrica del Pont Vell              | Cardener  | Manresa                      | 1859. Antic molí de la ciutat. Els Gallifa el convertiren en fàbrica. Avui desapareguda. Històries Manresanes: La Fàbrica del Pont Vell | 41° 43′ 13″ N, 1° 49′ 51″ E / 41.720391°N,1.830901°E       |
| 41         | Fàbrica de les Roques de Sant Pau  | Cardener  | Manresa                      | 1844. Construïda per la societat Gallifa, Argemir i Cia.                                                                                |                                                            |
| 42         | Els Polvorers                      | Cardener  | Manresa                      | 1872 (?). Antics molins polvorers transformats en fàbrica tèxtil.                                                                       |                                                            |
| 43         | Fàbrica Vermella                   | Cardener  | Manresa                      | 1855. Construïda per la família Batlles.                                                                                                |                                                            |
| 44         | Fàbrica Blanca                     | Cardener  | Manresa                      | 1855. Construïda per Gaspar Pla. |                                                            |
| 45         | Fàbrica del Pont de Rajadell       | Cardener  | Manresa                      | 1844 |                                                            |
| 46         | Fàbrica Barrera o Fàbrica Monteys  | Cardener  | Castellgalí                  | 1816. Ampliació d'un antic molí. |                                                            |
| 47         | Fàbrica de Can Sanglas             | Ter       | Manlleu                      | | 42° 00′ 04″ N, 2° 17′ 29″ E / 42.001098°N,2.291264°E       |
| 48         | Fàbrica de Can Puntí               | Ter       | Manlleu                      | Altres denominacions: Can Rifà, can Boixó                                                                                               | 41° 59′ 48″ N, 2° 17′ 08″ E / 41.996658°N,2.285493°E       |
| 49         | Fàbrica de Can Grau                | Gurri     | Masies de Roda               | Altres denominacions: Can Salamí | 41° 59′ 05″ N, 2° 18′ 05″ E / 41.984732°N,2.301477°E       |
| 50         | Fàbrica de Can Llanas              | Ter       | Manlleu                      | | 42° 00′ 01″ N, 2° 17′ 44″ E / 42.000260°N,2.295632°E       |
| 51         | Fàbrica de Can Riva                | Ter       | Masies de Voltegà            | 1875 | 42° 00′ 39″ N, 2° 14′ 53″ E / 42.010902°N,2.248162°E       |
| 52         | Fàbrica de Can Coch                | Ter       | Llanars (Ripollès)           | Abandonat | 42° 19′ 07″ N, 2° 21′ 12″ E / 42.318704°N,2.353339°E       |
| 53         | Fàbrica de Can Blanc               | Ter       | Torelló                      | | 42° 03′ 00″ N, 2° 15′ 37″ E / 42.050014°N,2.260160°E       |
| 54         | Fàbrica de Can Tarrés              | Ter       | Torelló                      | | 42° 02′ 35″ N, 2° 15′ 22″ E / 42.043116°N,2.256071°E       |
| 55         | Can Guixà                          | Ter       | Sant Quirze de Besora        | | 42° 05′ 59″ N, 2° 13′ 54″ E / 42.099624°N,2.231720°E       |
| 56         | Fàbrica Can Trinxet                | Ter       | Sant Quirze de Besora        | Altres denominacions: Fàbrica can Tomàs                                                                                                 | 42° 6′ 15.06″ N, 2° 13′ 1.35″ E / 42.1041833°N,2.2170417°E |
| 57         | Fàbriques de Gallifa               | Ter       | Masies de Voltregà           | | 42° 01′ 20″ N, 2° 15′ 08″ E / 42.022141°N,2.252197°E       |
| 58         | La Blava                           | Ter       | Roda de Ter                  | És coneguda pel fet d'haver-hi treballat el poeta Miquel Martí i Pol.                                                                   | 41° 58′ 44″ N, 2° 18′ 33″ E / 41.978951°N,2.309133°E       |